# La serva padrona (Pergolesi)
La serva padrona è un intermezzo buffo in due parti musicato da Giovanni Battista Pergolesi. 
Composta per il compleanno di Elisabetta Cristina di Brunswick-Wolfenbüttel su libretto di Gennaro Antonio Federico, fu rappresentata la prima volta al Teatro San Bartolomeo di Napoli il 5 settembre 1733, quale intermezzo all'opera seria Il prigionier superbo, dello stesso Pergolesi, destinata a non raggiungere neppure lontanamente la fama della Serva padrona. Alla prima rappresentazione è attribuita a tutti gli effetti l'inizio del nuovo genere dell'opera buffa. Lo stesso libretto fu ripreso da Giovanni Paisiello per l'omonima opera buffa.
Nel 1734 avviene la prima nell'Académie Royale de Musique di Parigi e nella Reggia di Versailles, nel 1746 nel Théâtre-Italien di Parigi e nel 1750 nell'His Majesty's Theatre di Londra. Il grande successo della ripresa del 1752 dell'Académie Royale de Musique scatenò una disputa, nota come la Querelle des bouffons, fra i sostenitori dell'opera tradizionale francese, incarnata dallo stile di Jean-Baptiste Lully e Jean-Philippe Rameau, e i sostenitori della nuova opera buffa fra cui alcuni enciclopedisti (in particolare Jean-Jacques Rousseau, anch'egli compositore). La disputa divise la comunità musicale francese e la stessa corte (con la regina che si schierò a fianco degli "italiani"), per due anni, e portò ad una rapida evoluzione del gusto musicale del paese transalpino verso modelli meno schematici e più moderni. Nel 1754 avviene la ripresa nel Théâtre-Italien come La servante-maîtresse nella traduzione in versi di Pierre Baurans e Charles Simon Favart e nel 1862 la prima all'Opéra-Comique di Parigi con Célestine Galli-Marié.

## Trama
Un ricco e attempato signore di nome Uberto ha al suo servizio la giovane e furba Serpina che, con il suo carattere prepotente, approfitta della bontà del suo padrone. Uberto, per darle una lezione, le dice di voler prendere moglie; Serpina gli chiede di sposarla, ma lui, anche se è molto interessato, rifiuta. Per farlo ingelosire Serpina gli dice di aver trovato marito, un certo capitan Tempesta, che in realtà è l'altro servo di Uberto (Vespone il muto) travestito da soldato. Serpina chiede a Uberto una dote di 4000 scudi; Uberto, pur di non pagare, sposerà Serpina, la quale da serva diventa finalmente padrona.

## Sinossi
Intermezzo 1
Anticamera

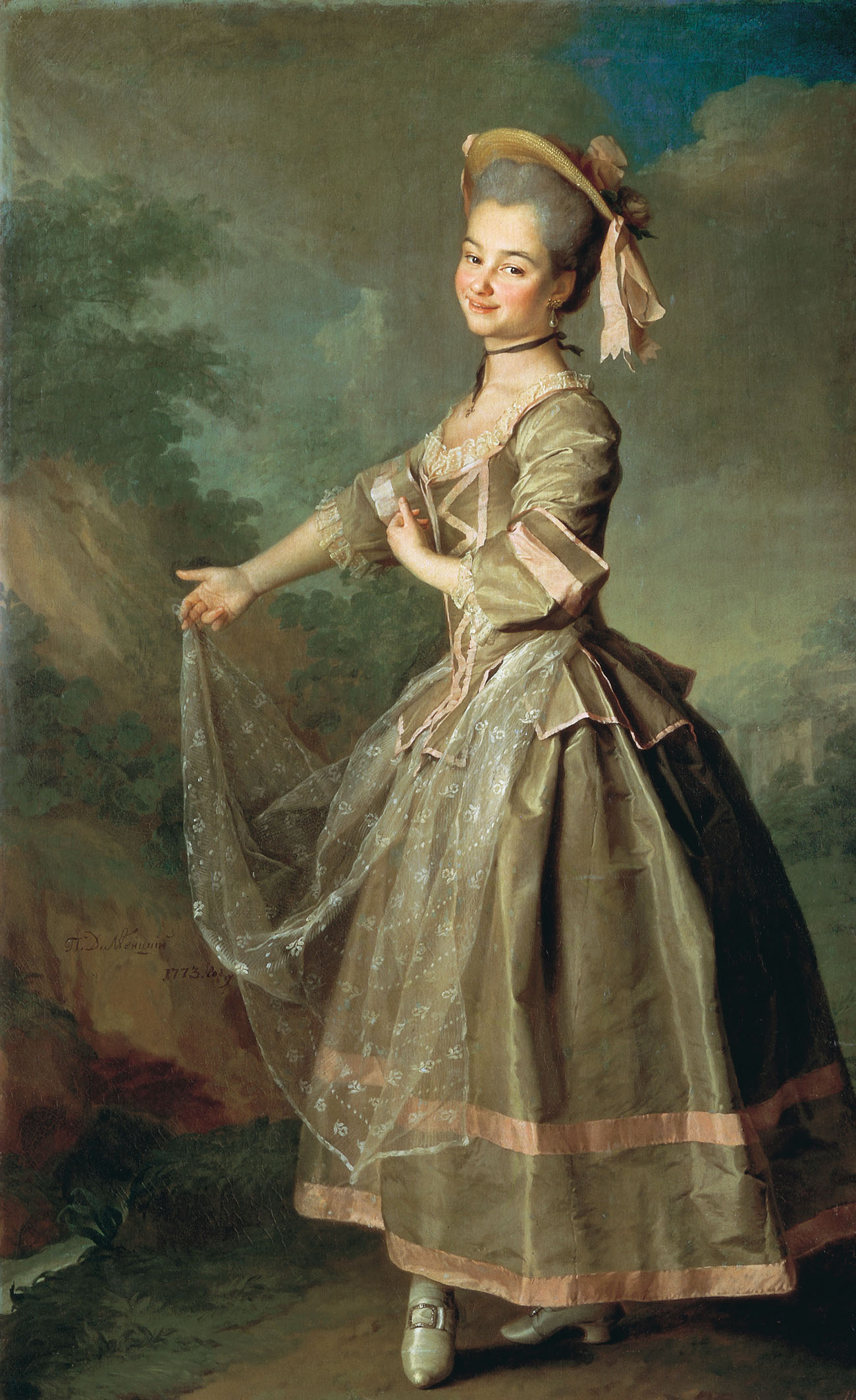
Catherine Nelidova nei panni di Serpina (di Dmitry Levitzky, 1773)

Uberto, svegliatosi da poco, è arrabbiato perché la serva, Serpina, tarda a portargli la tazza di cioccolato con cui è solito iniziare la giornata Aspettare e non venire e perché il servo, Vespone, non gli ha ancora fatto la barba. Invia, quindi, il garzone alla ricerca di Serpina: questa si presenta dopo un certo tempo,  affermando di essere stufa e dicendo che, pur essendo serva, vuole essere rispettata e riverita come una vera signora. Uberto perde la pazienza e intima alla giovane di cambiare atteggiamento (Sempre in contrasti con te si sta). Serpina, non troppo turbata, si lamenta a sua volta di ricevere solo rimbrotti nonostante le continue cure che dedica al padrone e gli intima di zittirsi (Stizzoso, mio stizzoso). Uberto per farla ingelosire decide di prendere moglie: ordina a Vespone di andare alla ricerca di una donna da maritare e chiede gli vengano portati gli abiti e il bastone per uscire, al che Serpina ribatte intimandogli di rimanere a casa perché ormai è tardi e dicendogli che, se si azzarderà a uscire, lei lo chiuderà fuori. Inizia un vivace battibecco, che evidentemente è già avvenuto varie volte, in cui Serpina chiede al padrone di sposarla, ma Uberto rifiuta recisamente (Duetto Lo conosco a quegli occhietti / Signorina v'ingannate).
Intermezzo 2E
Stessa Anticamera
Serpina cerca di attirare l'attenzione di Uberto, rivelandogli che anche lei ha trovato marito e che si tratta di un soldato chiamato Capitan Tempesta. Uberto, dolorosamente colpito dalla notizia, cerca di non farlo trapelare deridendo la serva, ma sa che sentirà la sua mancanza. Serpina, rendendosi conto di essere vicina alla vittoria, dà la stoccata finale, usando la carta della pietà, dicendogli di non dimenticarsi di lei e di perdonarla se a volte è stata impertinente (A Serpina penserete). Serpina chiede quindi ad Uberto se vuol conoscere il suo sposo, ed egli accetta a malincuore; così Serpina esce fingendo di andare a chiamare il promesso sposo.
Uberto, rimasto solo, si interroga, ma pur rendendosi conto di essere innamorato di Serpina, sa che i rigidi canoni dell'epoca rendono impensabile che un nobile possa prendere in moglie la propria serva (Son imbrogliato io già).
I suoi pensieri sono interrotti dal ritorno di Serpina accompagnata da Vespone/Capitan Tempesta. Uberto è al tempo stesso esterrefatto e geloso. Il Capitano, che non parla per non farsi riconoscere, per bocca di Serpina ingiunge ad Uberto di pagarle una dote di 4.000 scudi; altrimenti il matrimonio non avverrà e sarà invece Uberto a doverla maritare. Alle rimostranze di quest'ultimo, il militare minaccia di ricorrere alle maniere forti, al che Uberto cede e dichiara di accettare Serpina come moglie.
Vespone si toglie il travestimento, ma il padrone, in realtà felice di come si siano messe le cose, lo perdona e l'opera finisce con la frase che è la chiave di volta di tutta la vicenda: E di serva divenni io già padrona.

## Struttura dell'opera

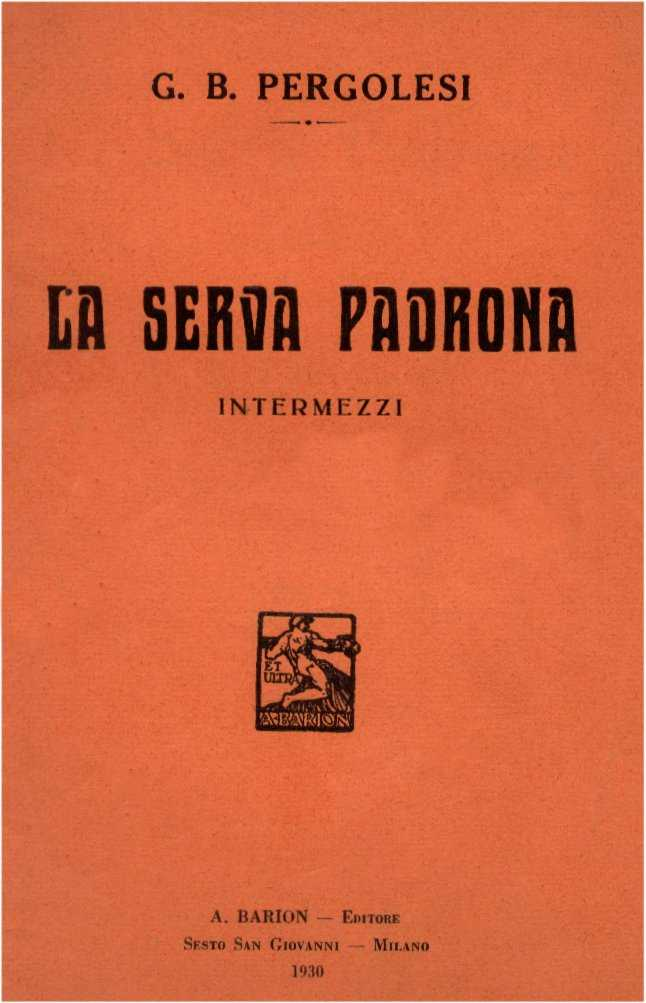
Libretto edizione Barion (1930)

### Atto primo
- Aria: Aspettare e non venire (Uberto)
- Recitativo: Quest'è per me disgrazia (Uberto, Serpina)
- Aria: Sempre in contrasti (Uberto)
- Recitativo: In somma delle somme (Serpina, Uberto)
- Aria: Stizzoso, mio stizzoso (Serpina)
- Recitativo: Benissimo. Hai tu inteso? (Uberto, Serpina)
- Duetto: Lo conosco a quegli occhietti (Serpina, Uberto)

### Atto secondo
- Recitativo: Or che fatto ti sei (Serpina, Uberto)
- Aria: A Serpina penserete (Serpina)
- Recitativo: Ah! Quanto mi sa male (Uberto, Serpina)
- Aria: Son imbrogliato io già (Uberto)
- Recitativo: Favorisca, signor, passi (Serpina, Uberto)
- Duetto: Contento tu sarai (Serpina, Uberto).

Nel corso del Settecento divenne consuetudine sostituire Contento tu sarai, con il Duetto Per te ho io nel core, che Pergolesi scrisse nel 1735 per l'opera Il Flaminio.

## Incisioni discografiche
- 1955 - Carlo Maria Giulini (direttore) - Orchestra del Teatro alla Scala - Rosanna Carteri, Nicola Rossi-Lemeni - EMI
- 1958 - Franco Ferrara (direttore) - Orchestra Filarmonica di Roma - Anna Moffo, Paolo Montarsolo - RCA Victor - Lanfranchi movie soundtrack
- 1960 - Renato Fasano (direttore) - I Virtuosi di Roma - Renata Scotto, Sesto Bruscantini - Ricordi-Fonit Cetra
- 1960 - Ettore Gracis (direttore) - Pomeriggi Musicali del Teatro Nuovo di Milano - Mariella Adani, Leonardo Monreale - Nonesuch H-71043
- 1969 - Franzjosef Maier (direttore) - Collegium Aureum - Maddalena Bonifaccio, Siegmund Nimsgern - Deutsche Harmonia Mundi
- 1990 - Hans Ludwig Hirsch (direttore) - Orchestra Musica Poetica Freiburg - Jeanne Marie Bima, Petteri Salomaa - Arts Pilz, live in Waldkirch
- 1996 - Sigiswald Kuijken (direttore) - La Petite Bande - Patricia Biccirè, Donato Di Stefano - Accent ACC 96123 D - audio della Brussels staging
- 1997 - Marcello Panni (direttore) - Orchestra Filarmonica Marchigiana - Elisabetta Scano, Bruno De Simone - Bongiovanni, live in Jesi
- 2006 - Dallara (direttore) - Zanello/Govi - Tactus CD
- 2011 - Christian Deliso (direttore) - Fanzago Baroque Ensemble - Marina Zyatkova, Carlo Torriani - Da Vinci, studio: Cappella del Real Monte Manso di Scala, 19-21 luglio
- 2011 - Corrado Rovaris (direttore) - Alessandra Marianelli, Carlo Lepore - Arthaus DVD, di Jesi
- 2014 - Flavio Emilio Scogna (direttore) - Nisi/Benetti - I Solisti liriensi - Tactus Tc711606 2014
- 2018 - Flavio Emilio Scogna (direttore) - Liuzzi/Di Gioia - Orchestra V. Galilei di Fiesole - (prima registrazione della versione con la revisione di Francesco Degrada) - Brilliant Classics 95360

## Cinema
Esistono tre film ispirati a La serva padrona: il primo è stato girato in Italia nel 1934 da Giorgio Mannini, il secondo è una produzione Rai del 1962 con Anna Moffo e Paolo Montarsolo, mentre nel 1998 la regista Carla Camurati ha realizzato il primo lungometraggio brasiliano tratto da una composizione lirica basandosi appunto sull'intermezzo di Pergolesi (l'anno precedente aveva curato la regia teatrale del medesimo).